# Otfried Preußler
Otfried Preußler (Reichenberg, Tsjechoslowakije, 20 oktober 1923 – Prien am Chiemsee, 18 februari 2013) was een Duitse kinderboekenschrijver. Zijn bekendste boek in België en Nederland is Meester van de zwarte molen (oorspronkelijke titel: Krabat). Voor dit boek kreeg hij in 1973 de Zilveren Griffel.

## Biografie
Preußler werd op 20 oktober 1923 geboren in het toen Duitstalige Reichenberg in Bohemen (tegenwoordig Tsjechië). Na zijn eindexamen moest hij in 1942 dienen aan het oostfront, waar hij in 1944 door soldaten van het Rode Leger gevangen werd genomen en als krijgsgevangene naar de Sovjet-Unie overgebracht. Hier leerde hij de Russische volksverhalen goed kennen, die hij later verwerkte in zijn boeken. In juni 1949 kwam hij vrij. Datzelfde jaar trouwde hij met Annelies Kind. Vanaf 1953 werkte hij als leraar op een school in Rosenheim. In 1970 gaf hij het leraarschap op om zich volledig aan het schrijven van kinder- en jeugdboeken te wijden
In 1956 schreef hij Der kleine Wassermann (Nederlandse titel: De kleine waterman). Met Krabat uit 1971 (Nederlandse titel: Meester van de zwarte molen) werd hij bekend. Voor dit boek kreeg hij diverse prijzen, waaronder de Duitse Jeugdliteratuurprijs (1972), de Poolse jeugdboekenprijs (1972), de Zilveren Griffel (1973), de Europese jeugdboekenprijs (1973), de Notable Book of 1973 van de American Library Association (1973) en de Jeugdboekenprijs van de Poolse uitgeversverbond (1977). Krabat is vertaald in 30 of 31  talen en werd verfilmd onder regie van Marco Kreuzpaintner. De film kwam uit in 2008. In 1977 werd er al een animatieversie gemaakt.

## Bekroningen
Voor zijn hele oeuvre heeft Preußler diverse prijzen gekregen, waaronder:
- Sudetendeutscher Kulturpreis (1979)
- Andreas Gryphius Preis (1987)
- Bayerischer Poetentaler (1987)
- Großer Preis der Deutschen Akademie für Kinder- und Jugendliteratur (1988)
- Eichendorff-Literaturpreis (1990)